# Betty Mouat
Elizabeth Mouat (1825 - 1918) fue una hilandera y tejedora escocesa, que saltó a la fama a la edad de 59 años cuando sobrevivió a un naufragio y quedó a la deriva por el Mar del Norte durante nueve días, hasta llegar a las costas de Noruega.

## Biografía
Elizabeth Mouat nació en Levenwick, una pequeña localidad de las islas Shetland, hija de Margaret y Thomas Mouat, zapatero y pescador. El sábado 30 de enero de 1886, Betty era la única pasajera del Smack Columbine que navegaba de Grutness a Lerwick, donde planeaba visitar a su hermana, vender sus tejidos y visitar a un médico después de haber sufrido un derrame cerebral semanas antes. El clima rápidamente empeoró y el capitán del barco cayó por la borda. Los otros dos miembros de la tripulación lanzaron un bote pequeño en un intento fallido por rescatarlo y no pudieron retornar al Columbine, que todavía estaba navegando. Ambos marineros regresaron sanos y salvos a la orilla, pero Mouat quedó sola a la deriva dentro del navío.
A pesar de contar con pocas provisiones, solo dos galletas y un cuarto de leche que esperó a preparar hasta el miércoles, Betty sobrevivió durante nueve días en el mar, hasta que el Columbine encalló frente a la costa de Noruega en Lepsøya, cerca de la ciudad de Ålesund, donde fue rescatada por pescadores. A su vuelta a Escocia, Betty recibió una calurosa acogida cuando entró al puerto de Edimburgo y más tarde en Lerwick. Incluso la reina Victoria envió una carta y ordenó a Sir Henry Ponsonby que le enviara a la señorita Mouat un cheque por valor de 20 libras esterlinas. Además, el secretario del consejo envió una carta de agradecimiento a la población de Lepsøya y los pescadores que participaron en su rescate.
Un chal que ella misma había tejido y que había llevado en su viaje se exhibió en el puesto dedicado a las islas Shetland en la Exposición de Edimburgo de 1886. Betty Mouat murió 32 años después, el 6 de febrero de 1918 en Dunrossness, Shetland, a la edad de 93 años.
Dos libros narran la historia del viaje de Betty Mouat: Drifting Alone to Norway — The Amazing Adventure of Betty Mouat de T.M.Y. Manson y The Lone Voyage of Betty Mouat de Roderick Grant. En Noruega, una placa de cobre conmemora el evento cerca del lugar donde el Columbine encalló. Una piedra conmemorativa marca su tumba en el cementerio de Dunrossness, y su cabaña ahora se usa como campamento para excursionistas.